# Family Circle Cup 2011
Family Circle Cup 2011 — 39-й розыгрыш ежегодного профессионального теннисного турнира среди женщин, проводящегося в американском городе Чарлстон, и являющегося частью тура WTA в рамках премьер серии. Турнир прошёл с 4 по 10 апреля.
Прошлогодними чемпионами являются:
- одиночки —  Саманта Стосур
- пары —  Надежда Петрова /  Лизель Хубер

## Соревнования

### Одиночный турнир
Каролина Возняцки обыграла  Елену Веснину со счётом 6-2, 6-3.
- Каролина Возняцки в 3й раз в сезоне и в 15й раз в карьере завоёвывает титул на соревнованиях ассоциации.
- Елена Веснина впервые в сезоне и в 5й раз за карьеру выходит в финал турнира ассоциации, но победить в нём до сих пор не может.

### Парный турнир
Саня Мирза /  Елена Веснина обыграли  Бетани Маттек-Сандс /  Меганн Шонесси со счётом 6-4, 6-4.
- Дуэт Веснина/Мирза во второй раз в сезоне побеждает на соревновании ассоциации.
- Для Весниной эта победа становится 2й в сезоне и 5й за карьеру.
- Для Мирзы эта победа становится 2й в сезоне и 11й за карьеру.